# もがみ (護衛艦・初代)
もがみ（ローマ字：JDS Mogami, DE-212、TV-3505）は、海上自衛隊の護衛艦。いすず型護衛艦の2番艦。艦名は最上川に由来し、この名を受け継いだ日本の艦艇としては、旧海軍の通報艦「最上」、最上型重巡洋艦「最上」に続き3代目にあたる。

## 艦歴
「もがみ」は、第1次防衛力整備計画に基づく昭和34年度計画乙型警備艦1212号艦として、三菱造船長崎造船所で1960年8月4日に起工され、1961年3月7日に進水、1961年10月28日に就役し、舞鶴地方隊に直轄艦として編入された。
Mk.63射撃指揮装置及びMk.108対潜ロケット発射機は米国からの供与が遅れたため、未装備のまま就役し、1962年に装備された。
1961年12月20日、舞鶴地方隊隷下に第31護衛隊が新編され「いすず」とともに編入された。
1962年10月1日、第31護衛隊が第3護衛隊群隷下に編成替え。
1966年7月から10月にかけて改装工事が実施され、艦尾の爆雷投下軌条及び爆雷投射機が撤去され、VDS（可変深度式ソナー）が装備された。
1969年10月1日、第31護衛隊が再び舞鶴地方隊隷下に編成替え。
1974年3月、改装工事が実施され、Mk.108対潜ロケット発射機及びMk.2短魚雷落射機が撤去され、71式ボフォース・ロケット発射機及び68式3連装短魚雷発射管が装備された。
1987年3月24日、7月に予定された練習艦への種別変更に先立ち、舞鶴地方隊に直轄艦として編入、定係港を舞鶴としたまま呉に移動した。
同年7月1日、練習艦に種別変更され、艦籍番号がTV-3505に変更。練習艦隊第1練習隊に編入され、定係港が呉に転籍。
なお、練習艦への改造工事は同年3月2日から6月11日にかけて行われ長魚雷発射管及びVDSが撤去され、実習員講堂が新設された。
1991年6月20日、除籍。